# Кувандыкский коридор
Кувандыкский коридор, Оренбургский коридор (баш. Ҡыуандыҡ/Ырымбур коридоры, каз. Қуандық/Орынбор коридоры (дәлізі)) — термин, используемый для обозначения Гайского и Кувандыкского районов Оренбургской области, которые пролегают между Республикой Башкортостан и Казахстаном.

## Происхождение термина
Термин был введён в научный оборот американским политологом Полом Гоблом в 2013 году. Гобл считает, что появление общей башкиро-казахстанской границы отделит Москву от Сибири и создаст предпосылки для возможного признания независимости Башкортостана, а следовательно и других республик Урало-Поволжья.

## История
В 1742 году начато строительство Оренбургской линии крепостей на границе башкирских и казахских земель. Целью строительства линии были пресечение набегов казахов из-за Яика и отделение башкир от казахов. Центром укреплённой линии стал, перенесённый на современное место, город Оренбург (Оренбургская крепость).
В 1918 году башкиры и казахи на волне распада Российской империи провозгласили свои национальные республики. Город Оренбург был одним из важнейших центров башкирского и казахского национально-освободительных движений (Алаш-орда, Башкурдистан). В сентябре 1918 года в Уфе состоялось государственное совещание башкирских и казахских представителей.
После большевизации на месте национальных государственных образований башкир и казахов возникли автономные советские республики в составе РСФСР. Оренбург стал столицей Киргизской АССР (казахской национальной автономии), которая граничила на севере с Башкирской АССР. В 1925 году руководство СССР изъяло Оренбургскую губернию из состава советского Казахстана, передав её непосредственно РСФСР. Был создан так называемый «Кувандыкский коридор», разделяющий две тюркские республики. Впоследствии, исходя из решений по «уточнению границы», он неоднократно расширялся. «Сталинская» конституция 1936 года повысила статус некоторых автономных республик до уровня союзных. Среди прочих повысился статус и Казакской АССР. Согласно конституции, союзные республики имели право свободного выхода из СССР. Чтобы реализовать такую возможность, они должны были иметь общую границу с внешними государствами. Благодаря наличию «Кувандыкского коридора» Башкортостан не подходил под этот критерий — даже если бы ряды СССР покинул Казахстан. В итоге, Башкирская Республика осталась в статусе АССР, хотя по территории и населению была сопоставима с рядом союзных республик.
Норма о «свободном выходе из СССР» перешла и в следующую советскую конституцию 1977 года.
Территории Кувандыкского и Гайского районов Оренбургской области ранее входили в состав Усерганского и Зилаирского кантонов Автономной Башкирской ССР.

## Современное состояние
Поскольку все 6 республик Поволжья не имеют выходов к внешним границам Российской Федерации — политологи и историки неоднократно ставили под сомнение реалистичность получения ими государственной независимости и выхода из состава РФ.
Представители татарских и башкирских сепаратистских групп считают создание советской властью Кувандыкского коридора вынужденным политическим шагом Москвы, направленным на отсечение земель Башкортостана от Казахстана. Директор Института истории им. Ш. Марджани академии наук Республики Татарстан Рафаэль Хакимов считает, что с этой целью царская и большевистская власть поощряла переселение в Оренбургские земли русских и украинцев.
Свою позицию по вопросу присоединения коридора в состав Башкортостан выразил Руслан Габбасов, лидер Комитета башкирского национального движения за рубежом, заявив, что Башкортостану следует восстановить свой контроль над Кувандыкским коридором.
В 2018 году на разрыв Оренбургского коридора намекнуло государственное информационное агентство Kazinform, которое опубликовало карту Казахстана, включающую в себя земли Оренбургской области. Новость быстро удалили, преподнеся публикацию карты как досадную ошибку. Поступок информагентства быстро прокомментировали международные обозреватели, в том числе российские. Дело в том, что в 2017 году генеральным директором государственного Kazinform был назначен Аскар Умаров, не скрывающий своих националистических взглядов, в том числе и в вопросе возвращения Орынбора (так казахи называют прежнюю столицу Оренбург).
В 2018 году общественное движение «Свободный Идель-Урал» направило на имя врио главы Башкортостана Радия Хабирова официально предложение инициировать вопрос о передаче в состав Республики Башкортостан Кувандыкского коридора. В 2021 году это же движение на слова российского вице-премьера Марата Хуснуллина о необходимости укрупнения регионов отреагировало предложением сделать конкретный и полезный для граждан шаг — присоединить к Башкортостану Кувандыкский коридор.
Минобороны России после 2008 г. значительно улучшило охрану границ на участке. Так Орская радиолокационная станция системы предупреждения ракетного нападения «Воронеж-ДМ», расположенная на границе Орска и Новоорского района, в 20 км восточнее Орска, т.е. вне обозначенной зоны коридора, заступила на боевое дежурство в 2016 году.[значимость факта?]

## Национальный состав
Стоить отметить что в азиатской части (Левобережье реки Урал) Оренбургской области казахи составляют 19,4 %, а в европейской части (Правобережье реки Урал) 2,8 %.
Создание в 1990-х годах национально-культурных объединений башкир, казахов и татар Оренбургской области значительно снизило остроту национальных проблем. Наиболее активным, деятельным и результативным этнокультурным объединением является «Курултай башкир». Население русских деревень вымывается миграцией значительно быстрее по сравнению с татарскими, башкирскими и казахскими и соответственно доля русских в сельской местности будет сокращаться.
|                                    | Численность населения | Численность населения | Численность населения | Численность населения | Численность населения | Численность населения | Численность населения | Численность населения | Доля    | Доля     | Доля     | Доля   | Доля    | Доля   |
| ---------------------------------- | --------------------- | --------------------- | --------------------- | --------------------- | --------------------- | --------------------- | --------------------- | --------------------- | ------- | -------- | -------- | ------ | ------- | ------ |
|                                    | Всего                 | Не указано            | Русские               | Украинцы              | Белорусы              | Татары                | Башкиры               | Казахи                | Русские | Украинцы | Белорусы | Татары | Башкиры | Казахи |
| Городской округ город Гай          | 38925                 | 1045                  | 30676                 | 1533                  | 134                   | 1441                  | 1845                  | 724                   | 78,81   | 3,94     | 0,34     | 3,70   | 4,74    | 1,86   |
| г. Гай                             | 38301                 | 1035                  | 30152                 | 1521                  | 134                   | 1426                  | 1795                  | 712                   | 78,72   | 3,97     | 0,35     | 3,72   | 4,69    | 1,86   |
| посёлок Калиновка                  | 624                   | 0                     | 521                   | 11                    | 0                     | 13                    | 47                    | 12                    | 83,49   | 1,76     | 0,00     | 2,08   | 7,53    | 1,92   |
| Кувандыкский муниципальный район   | 45714                 | 411                   | 29269                 | 1043                  | 98                    | 4927                  | 6917                  | 1600                  | 64,03   | 2,28     | 0,21     | 10,78  | 15,13   | 3,50   |
| Городское поселение город Кувандык | 26169                 | 307                   | 19497                 | 556                   | 48                    | 2031                  | 2752                  | 257                   | 74,50   | 2,12     | 0,18     | 7,76   | 10,52   | 0,98   |
| г. Кувандык                        | 26169                 | 307                   | 19497                 | 556                   | 48                    | 2031                  | 2752                  | 257                   | 74,50   | 2,12     | 0,18     | 7,76   | 10,52   | 0,98   |
| Сельский Кувандыкский район        | 19545                 | 104                   | 9772                  | 487                   | 50                    | 2896                  | 4165                  | 1343                  | 50,00   | 2,49     | 0,26     | 14,82  | 21,31   | 6,87   |
| Городской округ город Новотроицк   | 105367                | 704                   | 84144                 | 2942                  | 350                   | 2928                  | 2625                  | 2533                  | 79,86   | 2,79     | 0,33     | 2,78   | 2,49    | 2,40   |
| г. Новотроицк                      | 98173                 | 679                   | 79123                 | 2654                  | 337                   | 2629                  | 2208                  | 1835                  | 80,60   | 2,70     | 0,34     | 2,68   | 2,25    | 1,87   |
| разъезд 213 «А»                    | 80                    | 0                     | 37                    | 0                     | 0                     | 15                    | 3                     | 23                    | 46,25   | 0,00     | 0,00     | 18,75  | 3,75    | 28,75  |
| посёлок Аккермановка               | 1614                  | 0                     | 1348                  | 76                    | 6                     | 25                    | 17                    | 101                   | 83,52   | 4,71     | 0,37     | 1,55   | 1,05    | 6,26   |
| станция Губерля                    | 906                   | 22                    | 502                   | 23                    | 5                     | 105                   | 40                    | 37                    | 55,41   | 2,54     | 0,55     | 11,59  | 4,42    | 4,08   |
| посёлок Крык-Пшак                  | 268                   | 0                     | 73                    | 26                    | 0                     | 0                     | 5                     | 166                   | 27,24   | 9,70     | 0,00     | 0,00   | 1,87    | 61,94  |
| село Новоникольск                  | 345                   | 0                     | 223                   | 5                     | 0                     | 14                    | 0                     | 93                    | 64,64   | 1,45     | 0,00     | 4,06   | 0,00    | 26,96  |
| посёлок Новорудный                 | 1490                  | 0                     | 911                   | 91                    | 3                     | 70                    | 319                   | 72                    | 61,14   | 6,11     | 0,20     | 4,70   | 21,41   | 4,83   |
| село Пригорное                     | 745                   | 0                     | 530                   | 39                    | 0                     | 19                    | 6                     | 104                   | 71,14   | 5,23     | 0,00     | 2,55   | 0,81    | 13,96  |
| посёлок Старая Аккермановка        | 45                    | 0                     | 14                    | 0                     | 0                     | 0                     | 0                     | 25                    | 31,11   | 0,00     | 0,00     | 0,00   | 0,00    | 55,56  |
| село Хабарное                      | 1701                  | 9                     | 1382                  | 40                    | 5                     | 62                    | 24                    | 67                    | 81,25   | 2,35     | 0,29     | 3,64   | 1,41    | 3,94   |
| Городской округ город Орск         | 244004                | 2226                  | 196049                | 6555                  | 869                   | 9093                  | 4017                  | 12790                 | 80,35   | 2,69     | 0,36     | 3,73   | 1,65    | 5,24   |
| г. Орск                            | 239800                | 2173                  | 193420                | 6438                  | 857                   | 8695                  | 3851                  | 12144                 | 80,66   | 2,68     | 0,36     | 3,63   | 1,61    | 5,06   |
| Ленинский район                    | 74989                 | 1140                  | 61813                 | 2032                  | 254                   | 2625                  | 1101                  | 2497                  | 82,43   | 2,71     | 0,34     | 3,50   | 1,47    | 3,33   |
| Октябрьский район                  | 93033                 | 550                   | 75196                 | 2486                  | 361                   | 3213                  | 2057                  | 3733                  | 80,83   | 2,67     | 0,39     | 3,45   | 2,21    | 4,01   |
| Советский район                    | 71778                 | 480                   | 56411                 | 1922                  | 245                   | 2854                  | 692                   | 5914                  | 78,59   | 2,68     | 0,34     | 3,98   | 0,96    | 8,24   |
| посёлок Казарма 20 км              | 30                    | 0                     | 0                     | 0                     | 0                     | 0                     | 0                     | 28                    | 0,00    | 0,00     | 0,00     | 0,00   | 0,00    | 93,33  |
| село Крыловка                      | 1172                  | 15                    | 792                   | 17                    | 0                     | 51                    | 10                    | 252                   | 67,58   | 1,45     | 0,00     | 4,35   | 0,85    | 21,50  |
| посёлок Мирный                     | 358                   | 0                     | 228                   | 7                     | 3                     | 22                    | 87                    | 0                     | 63,69   | 1,96     | 0,84     | 6,15   | 24,30   | 0,00   |
| посёлок Новоказачий                | 618                   | 17                    | 428                   | 24                    | 5                     | 45                    | 42                    | 21                    | 69,26   | 3,88     | 0,81     | 7,28   | 6,80    | 3,40   |
| село Ора                           | 400                   | 0                     | 155                   | 10                    | 0                     | 18                    | 5                     | 175                   | 38,75   | 2,50     | 0,00     | 4,50   | 1,25    | 43,75  |
| село Тукай                         | 361                   | 6                     | 42                    | 5                     | 0                     | 182                   | 13                    | 111                   | 11,63   | 1,39     | 0,00     | 50,42  | 3,60    | 30,75  |
| село Ударник                       | 1164                  | 0                     | 933                   | 42                    | 3                     | 77                    | 9                     | 42                    | 80,15   | 3,61     | 0,26     | 6,62   | 0,77    | 3,61   |
| село Урпия                         | 101                   | 10                    | 67                    | 5                     | 0                     | 0                     | 0                     | 19                    | 66,34   | 4,95     | 0,00     | 0,00   | 0,00    | 18,81  |
| Кувандыкский и Гайский районы      | 84639                 | 1456                  | 59945                 | 2576                  | 232                   | 6368                  | 8762                  | 2324                  | 70,82   | 3,04     | 0,27     | 7,52   | 10,35   | 2,75   |